# Curtiss-Wright CW-21
Curtiss-Wright Model 21 (còn gọi là Curtiss-Wright Model 21 Demonstrator, Curtiss-Wright CW-21 Interceptor, Curtiss-Wright CW-21 Demon) là một loại máy bay tiêm kích đánh chặn của Hoa Kỳ, nó được phát triển bởi phân nhánh St. Louis Airplane của hãng Curtiss-Wright Corporation vào thập niên 1930.

## BIến thể
Model 21
Tiêm kích đánh chặn. Một mẫu thử chế tạo năm 1938 (c/n 21-1 / NX19431). 3 chiếc thuộc phiên bản sản xuất được chế tạo: NX19441 (c/n 21-2); NX19442 (c/n 21-3); NX19443 (c/n 21-4). Tổng cộng có 27 bộ linh kiện được gửi cho Trung Quốc để lắp ráp tại hãng CAMCO.
Model 21A
Tiêm kích đánh chặn. Đề xuất, không chế tạo.
Model 21B
Tiêm kích đánh chặn. 24 chiếc chế tạo cho Đông Ấn Hà Lan (NEI) (c/n 2853 tới 2872, số đuôi của NEI từ CW-344 tới CW-363).

## Quốc gia sử dụng
Trung Hoa Dân Quốc
- Không quân Trung Hoa Dân quốc
- Liên đoàn tình nguyện Hoa Kỳ
  - Liên đoàn tình nguyện Hoa Kỳ số 1 (Flying Tigers)

 Đông Ấn Hà Lan
- Không quân Lục quân Hoàng gia Đông Ấn Hà Lan

## Tính năng kỹ chiến thuật (CW-21B)

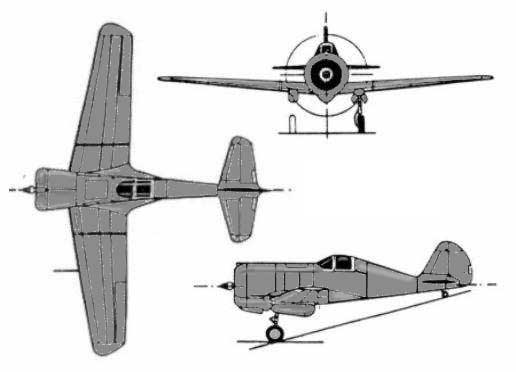
Phiên bản Curtiss-Wright CW-21 A

Curtiss Aircraft 1907–1947

### Đặc điểm riêng
- Tổ lái: 1
- Chiều dài: 27 ft 2½ in (8,29 m)
- Sải cánh: 35 ft 0 in (10,66 m)
- Chiều cao: 8 ft 2 in (2,48 m)
- Diện tích cánh: 174,3 ft² (16,19 m²)
- Trọng lượng rỗng: 3.382 lb (1.534 kg)
- Trọng lượng có tải: 4.500 lb (2.041 kg)
- Động cơ: 1 × Wright Cyclone R-1820-G5, 850 hp (634 kW)

### Hiệu suất bay
- Vận tốc cực đại: 314 mph (273 kn, 505 km/h) trên độ cao 12.200 ft (3.700 m)
- Vận tốc hành trình: 282 mph (245 kn, 454 km/h)
- Tầm bay: 630 mi (548 nmi, 1.014 km)
- Trần bay: 34.300 ft (10.500 m)
- Vận tốc lên cao: 4.500 ft/phút[2] (22,9 m/s)

### Vũ khí
- Súng[2]
:
  - 2 khẩu súng máy M2 Browning.50 in (12,7 mm)
  - 2 khẩu súng máy M1919 Browning.30 in (7,62 mm)